# Iris zagrica
Iris zagrica — вид квіткових рослин роду півники (Iris) родини півникові (Iridaceae).

## Назва
Вид названий та описаний у 2009 році британським ботаніком Браяном Метью та іранським ботаніком Мехді Зареєм. Видова назва zagrica дана на честь гір Загрос, де виявлений цей вид.

## Поширення
Вид поширений на заході Ірану у горах на висоті понад 2000 м. Можливо зустрічається у суміжних районах Іраку..